# TOI-1231 b
TOI-1231 b — экзопланета у звезды TOI-1231 в созвездии Парусов. Находится на расстоянии 90 св. лет (27,5 пк) от Солнца.
Материнская звезда TOI-1231 является красным карликом спектрального класса М3V.

## Характеристики
TOI-1231 b делает один оборот вокруг материнской звезды за 24,246 дня. Радиус TOI-1231 b в 3,65+0,16/-0,15 раза больше радиуса Земли и больше напоминает Нептун. Масса TOI-1231 b оценивается в 15,5±3,3 массы Земли. Экзопланета обладает атмосферой по плотности схожей с Нептуном, но на ней могут быть облака из воды как на Земле. Температура на поверхности составляет в среднем около +57 °C (330 К), что значительно жарче, чем на Земле, средняя температура которой +15 °C.

## Обитаемость
Ученые из NASA по исследованию экзопланет считают, что планета TOI-1231 b непригодна для земных форм жизни из-за своего размера. Расстояние экзопланеты от своей звезды в восемь раз меньше, чем у Земли, но температура на поверхности у TOI-1231 b остается в пределах жизни из-за того, что звезда у экзопланеты тусклый карлик, и составляет в среднем около +60 °C. В случае если в облаках и на поверхности планеты действительно есть вода, и с учётом размеров и гравитации на планете могут зародиться экзотические формы жизни огромных размеров — исполины.